# Jaime Castellanos Borrego
Jaime Castellanos Borrego (Getxo, País Basc, 1952) és un empresari del sector dels mitjans de comunicació.
Llicenciat en Dret per la Universitat de Deusto. Els seus interessos empresarials se centren en els mitjans de comunicació, sent president des de 1998 del Grupo Recoletos, propietari d'Expansión, Marca o Telva. També és, juntament amb el seu germà, accionista de Vocento, president de SC Willis España i membre del consell d'administració de Casbega. A més, participa en el sector de les assegurances i els refrescos. És conseller a Acciona i president del Banco de Inversiones Lazard.
El Mundo va considerar-lo el 2006 la 53a persona més influent d'Espanya; el 2005 el situava en 40a posició.